# Piotr Radoliński
Piotr Radoliński herbu Leszczyc (ur. ok. 1760, zm. 10 stycznia 1823) – marszałek sejmiku powiatowego kaliskiego Księstwa Warszawskiego w 1809 roku, szambelan Jego Królewskiej Mości, poseł województwa kaliskiego na Sejm Czteroletni w 1788 roku, członek Zgromadzenia Przyjaciół Konstytucji Rządowej, marszałek sejmiku województwa kaliskiego, konsyliarz województwa kaliskiego w konfederacji targowickiej w 1792 roku.
Poseł na sejm 1780 roku z województwa kaliskiego. Wybrany ze stanu rycerskiego sędzią Sejmu Czteroletniego w 1788 roku. 
Był kawalerem Orderu św. Stanisława.